# Дуана
Дуана́ (каз. Дуана) — село у складі Теректинського району Західноказахстанської області Казахстану. Входить до складу Шалкарський сільського округу.
У радянські часи село називалось Октябр.
Населення — 113 осіб (2021; 344 у 2009, 588 у 1999, 544 у 1989).